# Palazzo Baldassini

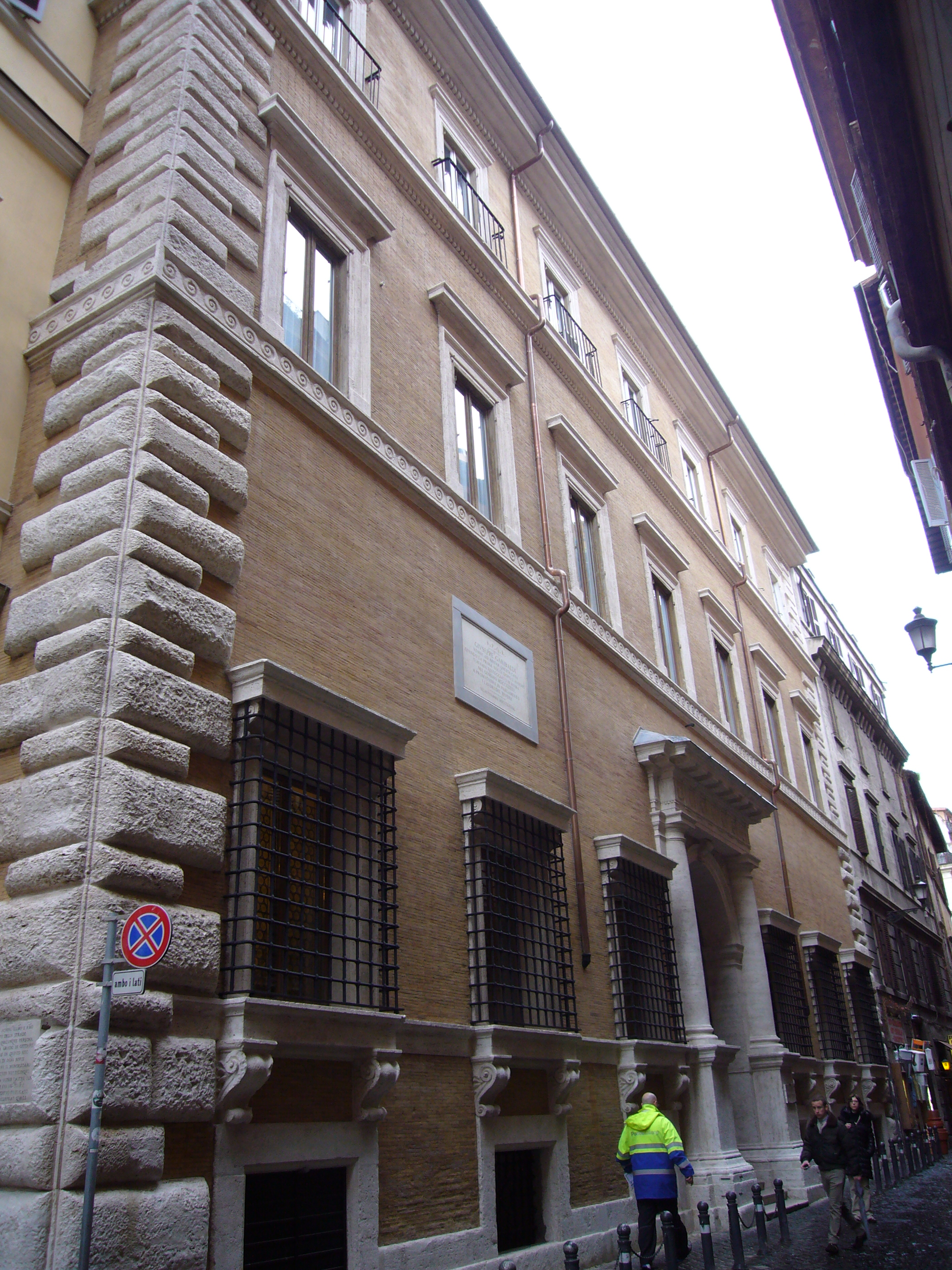
Vista do palácio.

Palazzo Baldassini ou Palazzo Baldassini Palma é um palácio renascentista localizado no número 44 da Via delle Coppelle, no rione Sant'Eustachio de Roma. 

## História
O palácio é uma residência nobre construído por ordem do jurista Melchiorre Baldassini, um alto funcionário da chancelaria apostólica na época do papa Leão X, que contratou para o projeto o arquiteto Antonio da Sangallo, o Jovem, que havia trabalhado nas obras da Basílica de São Pedro. Por isso, é uma das primeiras obras autônomas de Sangallo, provavelmente contemporânea com o projeto do Palazzo Farnese, mas, ao contrário deste, construída rapidamente. Já em 1522 o edifício estava construído, o que lhe valeu um enorme sucesso.
Logo depois de Baldassini, viveu ali até 1544 o cardeal Pietro Bembo, que definiu a residência como "a mais bela e melhor construída que há em Roma". Além dele, viveram ali o monsenhor Giovanni della Casa, autor do célebre "Galateo" e, em 1875, Giuseppe Garibaldi.
Desde 1956 fica ali um instituto dedicado a Luigi Sturzo, um sacerdote a quem se deve uma importante restauração que devolveu ao palácio, pelo menos em parte, seu aspecto original, com a demolição de divisórias construídas no interior do edifício para demarcar apartamentos para alugar e a demolição de um galpão e de uma galeria no pátio, que deturpavam sua beleza.

## Descrição
Apesar de ter sido citado na obra que é considerada a primeira descrição detalhada da Roma renascentista e barroca, "Studio di Pittura, Scoltura et Architettura", de Filippo Titi (1674), o Palazzo Baldassini foi esquecido na maioria dos guias arquitetônicos seguintes. De fato, a rua estreita em frente atrapalha a visão adequada da fachada, uma obra-prima de Antonio da Sangallo, o Jovem. As soluções adotadas, que, na implementação planimétrico repetem em tamanho reduzido o modelo bramantesco do Palazzo Castellesi, fizeram com que o palácio fosse considerado um dos primeiros protótipos de uma tipologia persistente que influenciou a arquitetura civil não apenas no século XVI, mas em obras até o século XVIII.
A entrada do edifício é por um portal que se destaca numa fachada severa e está flanqueado por semicolunas dóricas sobre as quais se assenta um entablamento. Um átrio com abóbada de berço leva a um pátio interno de forma quadrilátera à volta do qual se ergue todo edifício e que se apresenta, na altura, através de uma lógia de dois pisos com pilastras toscanas no primeiro nível e jônicas no segundo. 
A fachada, originalmente decorada por Polidoro da Caravaggio e Maturino da Firenze, não está articulada através de ordens sobrepostas. No piso térreo, as janelas com mísulas e grades substituem atualmente as lojas que ali se abriam de acordo com o plano de Bramante. O piso nobre aparece, na fachada, com uma cornija marcapiano sob o qual corre um friso dórico de imitação clássica: na métopas estão representados objetos litúrgicos intercalados com o brasão dos Baldassini.
O interior era decorado com afrescos atribuídos a alunos de Rafael. Em particular, o piso térreo conserva uma abóbada afrescada com grotescos de Giovanni da Udine (1517-1519) e no piso nobre sobreviveram fragmentos de um grande ciclo de afrescos de Perin del Vaga: "Filósofos", "Figuras Alegóricas" e um friso com "episódios de história antiga, animais fantásticos e putti". Uma parte deste friso foi destacada e exportada: por exemplo, a cena de "Tarquínio Prisco funda o templo de Júpiter no Capitólio" e da "Justiça de Selêuco" estão atualmente na Galleria Uffizi em Florença. No piso nobre está também uma série de cenas mitológicas pintadas em afresco por Giovanni da Udine.
Entre os muitos elementos decorativos do palácio está a figura de um elefante, que acredita-se ser uma referência a Hanno, um raro elefante indiano branco presenteado ao papa Leão X pelo rei Manuel I de Portugal em 1514. Adorado pelo papa, o animal era levado em procissões e cerimônias da corte papal.